# Richard Böhmig
Gustav Hermann Richard Böhmig (* 6. April 1898 in Dresden; † 17. Oktober 1972 in Freiburg im Breisgau) war ein deutscher Mediziner und Hochschullehrer.

## Leben

### Familie
Richard Böhmig wurde als viertes Kind des Sanitätrats Heinrich Böhmig, einem Nervenarzt in Dresden, und dessen Frau Johanna, geb. Held., geboren. Seine familiären Wurzeln waren von akademischen und juristischen Traditionen geprägt. Sein Großvater väterlicherseits war Justizrat und Rechtsanwalt in Dresden, und seine Vorfahren waren über drei Generationen Pfarrer in Ebersbach in Sachsen. Mütterlicherseits war sein Großvater Hermann Gustav Held Generalstaatsanwalt von Sachsen, während dessen Vorfahren Staatsrechtler und Minister waren.
Er heiratete 1935 in erster Ehe und hatte später zwei Kinder; seine Frau verstarb im März 1939. In zweiter Ehe heiratete er 1948 die Ärztin Eva Elisabeth (* 30. Juni 1913 in Freiburg im Breisgau), die Tochter des Mediziners Herbert von Berenberg-Gossler (1883–1918). Der Großvater mütterlicherseits seiner zweiten Ehefrau war der Industrielle Gustav von Mallinckrodt.

### Werdegang
Richard Böhmig begann seine schulische Laufbahn an der IV. Bürgerschule in Dresden, in der 1905 auch Erich Kästner eingeschult wurde. 1908 wurde er in die Sexta des König-Georg-Gymnasiums aufgenommen. Im November 1914 trat er im Alter von 16 Jahren als Kriegsfreiwilliger in das 2. Königlich-Sächsische Feldartillerie-Regiment Nr. 28 ein. Während seiner militärischen Laufbahn erlebte er zahlreiche Schlachten, darunter in den Vogesen, Flandern und an der Somme, wurde als Unteroffizier im März 1916 leicht verwundet und 1917 zum Leutnant der Reserve befördert. Nach dem Ende seiner Dienstzeit im Dezember 1918 kehrte er in das zivile Leben zurück.
Von Januar bis Oktober 1919 besuchte er einen Sonderkurs für Kriegsteilnehmer an seiner ehemaligen Schule, den er mit dem Abiturientenexamen abschloss. Anschließend begann er im Wintersemester 1919 sein Medizinstudium an der Universität Freiburg im Breisgau, das er nach vier vorklinischen Semestern mit dem medizinischen Vorexamen abschloss. Er setzte sein Studium an den Universitäten in München und Leipzig fort und bestand im Herbst 1923 nach vier klinischen Semestern das Staatsexamen und die Doktorprüfung.
Die für Kriegsteilnehmer verkürzte Medizinalpraktikantenzeit verbrachte Böhmig an der Medizinischen Universitätsklinik in Leipzig sowie an der Dermatologischen Abteilung des Stadtkrankenhauses Dresden-Friedrichstadt. Am 1. Juli 1924 trat er als unbesoldeter Volontär im Pathologischen Institut des Stadtkrankenhauses Dresden-Friedrichstadt ein, wo er unter der Leitung von Geheimrat Georg Schmorl arbeitete; 1924 erhielt er dort seine Approbation. Bald darauf erhielt er eine besoldete Stelle am Stadtkrankenhaus in Mainz, wo er vom 1. April 1925 bis zum 30. Juni 1926 als erster Assistent am Pathologischen Institut tätig war.
Nach seiner Rückkehr nach Dresden übernahm er am 15. Oktober 1926 die Oberarztstelle am Pathologischen Institut des Stadtkrankenhauses Dresden-Friedrichstadt, die er bis zum 31. März 1928 innehatte. Im April 1928 wechselte er als erster Assistent zu Professor Walther Fischer an das Pathologische Institut der Universität Rostock, wo er im März 1929 die Venia legendi für Allgemeine Pathologie und spezielle pathologische Anatomie erhielt.
Im Jahr 1930 wurde Böhmig ein Rockefeller-Stipendium durch die Notgemeinschaft der Deutschen Wissenschaft zuerkannt, das ihm eine Forschungsstelle am Rockefeller Institute for Medical Research in New York ermöglichte. Vom 20. Oktober 1930 bis 20. Oktober 1931 arbeitete er dort in der Abteilung von Homer Swift (1881–1953) und wurde anschließend für ein weiteres Vierteljahr angestellt. Vor seiner Rückkehr nach Deutschland unternahm er 1932 eine Reise nach Kalifornien, um verschiedene Universitäten und Forschungsinstitute zu besuchen.
Nach seiner Rückkehr war er wieder Assistenz- und Oberarzt am Pathologischen Institut der Universität Rostock, bevor er von November 1933 bis März 1934 als Lehrstuhlvertreter für Pathologie an der Universität Tübingen tätig war. Ab April 1934 war er Oberarzt am Pathologischen Institut der Universität Rostock und übernahm dort bis September 1935 auch die Lehrstuhlvertretung für Pathologie. Im Mai 1935 wurde er zum nichtbeamteten außerordentlichen Professor für Allgemeine Pathologie und Pathologische Anatomie an der Universität Rostock ernannt. Ab 1939 war er Chefarzt am pathologisch-bakteriologischen Institut und von 1945 bis 1963 ärztlicher Direktor des Städtischen Krankenhauses Karlsruhe; zu seinen Assistenten gehörte dort unter anderem Paul Klein. Neben seiner klinischen Tätigkeit war er von 1943/44 außerplanmäßiger Professor für Allgemeine Pathologie und Pathologische Anatomie an der Universität Heidelberg. 1944 wurde er der Reichsuniversität Straßburg zugewiesen, die aber schon im November 1944 nach der Besetzung Straßburgs durch alliierte Truppen aufhörte zu existieren.
Während des Zweiten Weltkriegs diente Böhmig von 1939 bis 1944 in der Wehrmacht, zuletzt im Rang eines Oberfeldarztes und beratenden Pathologen. Während seiner kriegsbedingten Abwesenheit wurde er in Karlsruhe durch Edgar von Gierke vertreten.

### Berufliches Wirken
Die Forschung von Richard Böhmig konzentrierte sich auf verschiedene Bereiche der Pathologie, insbesondere auf Erkrankungen der Wirbelsäule, Gewebsveränderungen bei verschiedenen Stadien der Immunisierung, Überempfindlichkeit und Immunisierung, sowie die Ursachen und Mechanismen der Entstehung von Endokarditis und Endarteriitis. 
Er veröffentlichte einige wissenschaftliche Arbeiten, darunter seine Schrift Form- und Wachstumsgesetze drüsenbildender Karzinome und, gemeinsam mit Paul Klein, das Werk Pathologie und Bakteriologie der Endokarditis. Zudem publizierte er in verschiedenen medizinischen Fachzeitschriften.

## Ehrungen und Auszeichnungen
Für seine Dienste während des Ersten Weltkriegs wurde Richard Böhmig das Eiserne Kreuz II. Klasse und der Albrechts-Orden II. Klasse mit Schwertern verliehen.

## Mitgliedschaften
Richard Böhmig war Mitglied und Schatzmeister der Deutschen Gesellschaft für Pathologie. Er beantragte am 21. August 1939 die Aufnahme in die NSDAP und wurde zum 1. Januar 1940 aufgenommen (Mitgliedsnummer 7.865.027). Er war zudem Mitglied des NS-Lehrerbundes und des NS-Ärztebundes.

## Trivia
Richard Böhmig war am 1. April 1950 an der Veröffentlichung eines Zeitungsartikels in der Tageszeitung Badische Neueste Nachrichten beteiligt, in dem er seine Forschungsarbeiten vorstellte, aus denen hervorging, dass Liebe durch ein Virus verursacht würde.

## Schriften (Auswahl)
- Über das Primordialcranium eines menschlichen Embryos aus dem zweiten Monat mit Cranio-Rhachischisis. 1923.
- Das Krebsstroma und seine morphologischen Reaktionsformen. 1929.
- Form- und Wachstumsgesetze drüsenbildender Karzinome. Stuttgart, 1950.
- Richard Böhmig; Paul Klein: Pathologie und Bakteriologie der Endokarditis. Berlin, 1953 (Digitalisat).